# 里尼圣马丁
里尼圣马丹（法語：Rigny-Saint-Martin，發音：[ʁiɲi sɛ̃ maʁtɛ̃] ⓘ）是法国默兹省科梅尔西区的市镇，位于该省东南部，面积16.11平方千米，2022年1月1日人口为50人。

## 地名
法语人名在日常人名译名以及《世界人名翻譯大辭典》、《法语姓名译名手册》等主流人名译名类书籍资料中多译作“马丁”，不过在《世界地名翻译大辞典》、《世界地名译名词典》和《法国地图册》等主流地名译名类书籍资料中多译作“马丹”。

## 地理
里尼圣马丹（48°36'40"N, 5°42'51"E）面积16.11平方千米，位于法国大東部大區默兹省，该省份为法国西北部内陆省份，北与比利时接壤，西接马恩省和阿登省，南至上马恩省和孚日省，东临默尔特-摩泽尔省。
与里尼圣马丹接壤的市镇（或旧市镇、城区）包括：布莱诺莱图勒、沙尔姆拉科特、绍卢瓦-梅尼洛、栋日耳曼、日博梅、瓦讷勒沙泰勒、沙莱讷、里尼拉萨勒。
里尼圣马丹的时区为UTC+01:00、UTC+02:00（夏令时）。

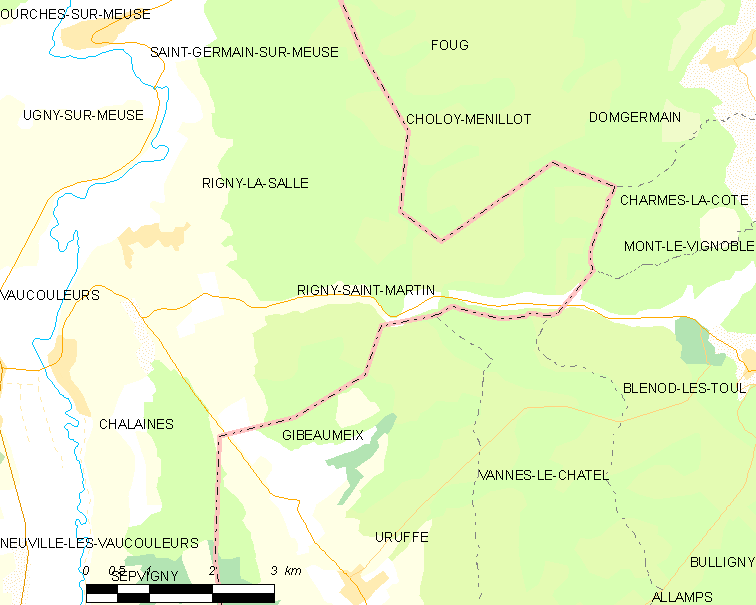
里尼圣马丹的OSM定位图

## 行政
里尼圣马丹的邮政编码为55140，INSEE市镇编码为55434。

## 政治
里尼圣马丹所属的省级选区为沃库勒尔县。

## 人口

1962-2008年间里尼圣马丹人口变化图示

里尼圣马丹于2022年1月1日时的人口数量为50人。